# Jacob Nieuwenhuis

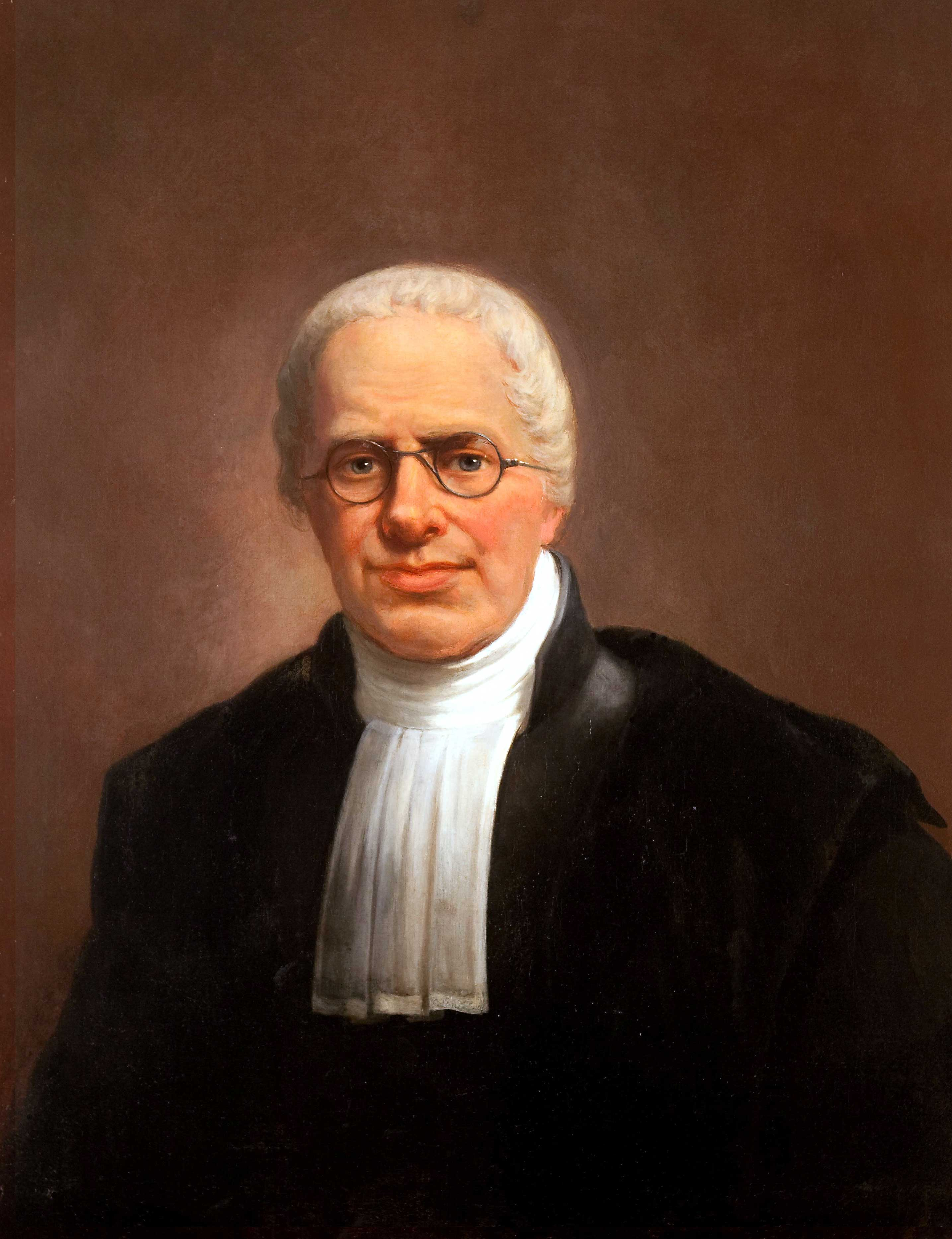
Jacob Nieuwenhuis

Jacob Nieuwenhuis auch: Nyegaard, Nieuwenhuijs (* 26. Oktober 1777 in Alkmaar; † 7. April 1857 in de Engh bei Vleuten) war ein niederländischer lutherischer Theologe, mathematischer Logiker und Philosoph.

## Leben
Jacobs Vater war der dänische Handelskapitän Jacob Severin Nyegaard (* 12. November 1746 in Hals/Dänemark; † 29. August 1818 in Alkmaar), welcher sich in Alkmaar als Kaufmann niedergelassen und den Namen Nieuwenhuis angenommen hatte. Seine Mutter Maria Gertrude Scholl (* 1. August 1745 in Burtscheid; † 11. Oktober 1810 in Alkmaar) stammte aus Deutschland; ihre Eltern waren Zacharias Scholl (aus Heimbach) und Maria Katharina Pastor (* 17. März 1709 in Burtscheid; † 17. Mai 1773 ebd., verh. 29. Januar 1732 in Vaals). Ursprünglich hatte der Vater für den Sohn den Beruf eines Handelsmannes vorgesehen. Jedoch konnte er davon überzeugt werden, dass sich Jacob einem Studium widmen konnte. Nachdem er Lateinschule und Gymnasium in Alkmaar durchlaufen hatte, wurde er von Johann Wilhelm Statius Muller (1767–1836) drei Jahre lang auf ein Studium vorbereitet.
Seine philosophischen und theologischen Studien begann er 1796 an der Universität Tübingen, wo er sich nebenher gern auch mit Mathematik und Physik beschäftigte. Hier besuchte er unter anderem die Vorlesungen von Gottlob Christian Storr, Johann Friedrich Flatt, Christian Friedrich von Schnurrer, Johann Friedrich Gaab (1761–1832) und Christoph Friedrich von Pfleiderer sowie die Privatvorlesungen von Karl Friedrich Hauber. Ende 1798 kehrte er in seine niederländische Heimat zurück und wurde am 29. März 1799 unter die Kandidaten des Predigtamtes aufgenommen. Ein Jahr später fand er eine Anstellung als lutherischer Pfarrer der Gemeinde Zutphen. In Zutphen hatte er an der dortigen Militärschule Vorlesungen zur Mathematik und Physik erteilt. 1803 wechselte er als Pfarrer an die lutherische Gemeinde in Utrecht. 1809 wurde er Lehrer der Waisenhausstiftung von Renswoude in Utrecht und erwarb am 28. Februar 1811 an der Universität Utrecht mit dem Thema Quaestiones philosophicae den akademischen Grad eines Doktors der Philosophie. Ab 1813 hatte er auch für Studenten in Utrecht Vorlesungen über die die Geschichte der spekulativen Philosophie gehalten. Am 31. März 1816 wurde er Professor für Mathematik und Philosophie an der Illustren Schule in Deventer, welchen Lehrstuhl er mit der Rede de varia philosophandi ratione, cum mentis humanae indole et progressibus comparata übernahm.
Am 13. Februar 1822 beriefen ihn die Kuratoren der Universität Leiden zum Professor für Logik und Geschichte der neueren Philosophie, welches Amt er am 15. Juli 1822 Rede de praestantia Philosophiae theoreticae in dissensu Philosophorum conspicua antrat. In Leiden beteiligte er sich auch an den organisatorischen Aufgaben der Hochschule und war 1833/34 Rektor der Alma Mater. Diese Aufgabe legte er mit der Rede de principiorum pugni in rebus gravissimis cautè dejudicandis nieder. Von 1826 bis 1843 war Mitglied der Schulbehörde in Leiden, 1829 bis 1844 war er Mitglied der Kommission zur Reorganisation der lutherischen Kirche in den Niederlanden und von 1825 bis 1846 Kurator des evangelisch-lutherischen Seminars in Amsterdam. Nachdem er am 29. März 1843 aus seiner Professur emeritiert wurde, zog er zu seinem Sohn nach Engh. Als er auf dem Familiensitz verstorben war, wurde sein Leichnam nach Bilt überführt und beigesetzt. Nieuwenhuis, der auch als Dichter in Erscheinung getreten war, war Mitglied vieler in- und ausländischer Gelehrtengesellschaften.
Hierzu sind seine 1804 erfolgte Mitgliedschaft in der provinziellen Utrechtschen Gesellschaft der Künste und Wissenschaften (niederländisch: Provinciaal Utrechtsch Genootschap van Kunsten en Wetenschappen), seine 1805 erfolgte Mitgliedschaft in der Batavischen Gesellschaft der experimentellen Philosophie in Rotterdam (niederländisch: Bataafsch Genootschap der Proefondervindelijke Wijsbegeerte), seine 1811 erfolgte Mitgliedschaft in der holländischen Gesellschaft der Wissenschaften und Künste in Haarlem (niederländisch: Hollandsche Maatschappij van Wetenschappen), seine 1814 erfolgte Ehrenmitgliedschaft der physikalisch und chemischen Gesellschaft in Groningen (niederländisch: Natuur- en Scheikundig Genootschap), seine 1818 erfolgte Mitgliedschaft in der Naturkundigen und Literarischen Gesellschaft in Alkmaar (niederländisch: Natuur- en Letterkundig Genootschap), seine 1823 erfolgte Mitgliedschaft in der Gesellschaft der niederländischen Literatur in Leiden (niederländisch: Maatschappij der Nederlandsche Letterkunde), seine 1825 erfolgte Mitgliedschaft der holländischen Gesellschaft der freien Künste und Wissenschaften in Amsterdam (niederländisch: Hollandse Maatschappij van fraaie kunsten en wetenschappen) und seine 1833 erfolgte Mitgliedschaft in der Gesellschaft Diligentia in Den Haag anzuführen.

## Familie
Nieuwenhuis war zwei Mal verheiratet. Seine erste Ehe schloss er am 18. September 1800 in Zutphen mit Zutphen Carolina Wilhelmina Ferdinandine Domela (* 18. Juni 1777 in Braunschweig; † 16. August 1810 Utrecht) Tochter des Johan Pieter Bartholomeusz Domela und Sophia Wilhelmina Elisabeth Springmann. Aus der Ehe stammen sechs Kinder. Seine zweite Ehe ging er am 2. Mai 1811 Anna Margaretha Elisabeth Clasina Smits van Pesch (* 29. Januar 1789 in Utrecht; † 17. September 1867 in Engh) Tochter des Kanonikers an der St. Peterkirche in Utrecht Coenraad Smits van Pesch (* 4. Februar 1754 in Utrecht; † 21. Juli 1808 ebd.) und dessen Frau Anna Magaretha Ravee (* 31. März 1751; † 4. Februar 1789). Aus der Ehe stammen 8 Kinder. Von seinen vierzehn Kindern starben acht vor ihm. Bekannt von den Kindern ist:
- Johann Jacob Nieuwenhuis (* 20. Juni 1801; † 25. April 1802)
- Karl Gotfried Nieuwenhuis (* 4. Januar 1803; † 15. April 1804)
- August Philip Nieuwenhuis (* 24. Januar 1805; † 16. Mai 1832)
- Adamina Jacobus Nieuwenhuis (* 14. März 1807; † 29. Oktober 1826) verlobt mit Clara Wttewaall
- Ferdinand Jacob Domela Nieuwenhuis,   (* 3. Mai 1808 in Utrecht; † 28. April 1869 in Diepenveen) wurde Professor in Amsterdam, verh. I 18. Juni 1834 mit Henrietta Frances Berry (* 8. Mai 1810 in Alphington; † 6. Mai 1857), verh. II. 26. August 1858 mit Antoinette Mariane Meijer (* 26. August 1804; † 23. März 1886)
- Sohn NN. (* u. † 17. Juli 1810)
- Coenraad Jacobus Nicolaas (* 5. September 1813 in Utrecht; † 13. Mai 1881 ebd.) wurde jur., verh. 20. Juni 1840 mit Augusta Nyegaard (* 26. September 1818; † 3. Dezember 1879 in Utrecht)
- Hendrik Bernhard Nieuwenhuis (* 6. Dezember 1816 in Deventer; † 1. November 1890 Sterrebosch in Utrecht) Dr. jur., verh. 19. Juni 1845 in Paris mit Sara Maria van Welse (* 11. Mai 1826; † 3. Juni 1891)
- Dionijs Christian Nieuwenhuis (* 20. Januar 1819 in Deventer; † 17. Dezember 1894 in Maartensdijk) 11. Oktober 1844 Dr. jur. Uni. Leiden
- Adriaan Jacobus Nieuwenhuis (* 15. November 1820 in Deventer; † 11. März 1880 Utrecht) Jurist, verh. 1854 mit Madeleine Susanne Pillet (* 29. November 1832 in Paris; † 11. Juni 1872 ebd.)
- Tochter NN. (* 10. April 1822)
- Rachel Adamina Anna Judith Nieuwenhuis (* 8. Dezember 1823; † 11. Mai 1827)
- Anthonie Nieuwenhuis (* 27. März 1825; † 16. Juni 1827)
- Anna Jacoba Maria Geertruida (* 26. November 1826 in Leiden; † 4. September 1877 in Princenhage) verh. 3. August 1848 mit dem Pfarrer Jacques Jeremie Richard (* 5. Februar 1823; † 2. Januar 1897 in Velp)

## Werke (Auswahl)
Nieuwenhuis hatte viele Aufsätze und Abhandlungen in den Journalen und wissenschaftlichen Zeitschriften seiner Zeit hinterlassen. Daher sollen hier nur seine eigenständig erschienenen Werke erfasst sein.
- Op het eerste Eeuwgetijde der bouwing van de Kerk, ten dienste der Luthersche Gemeente binnen Alkmaar, gevierd den XVI van Herfstmaand. Alkmaar 1792
- Wiskundig Leerboek. Zutphen 1803, 2. Bde.
- Het gewigt van den eed. geschetst in eene leerrede over Jacob V: 12. Utrecht 1803
- Handleiding tot het Catechetisch Onderwijs in den Christelijken Godsdienst. Zutphen 1806
- Leerredenen. Zutphen 1808
- De luisterrijke overwinning der Bondgenooten in den Veldslag van Belle- Allianee, godsdienstig gevierd in eene leerrede over Openb. XI, 15-18. Utrecht 1815
- Oratio de varia philosophandi ratione, cum mentis humanae indole et progressibus comparata. Deventer 1817 (Online)
- Tweetal Leerredenen, gehouden te Leyden, bij gelegenheid der bevestiging en intrede des laatsten. Leiden 1828
- Initia philosophiae logicae. Leiden 1831 (Online)
- Gedachten over het Akademisch onderwijs der bespiegelende Wijsbegeerte in het Koningrijk der Nederlanden. Leiden 1834
- Het leven en karakter van den beroemden engelschen Godgeleerde Dr. P. Doddridge. Nijmegen 1837
- De Metaphysica nader toegelicht en beoordeeld door J.N. Leiden 1840
- Quaestiones logicae, in usum scholarum. Leiden 1842 (Online)
- Over het Godsbegrip van Krause, Brief van den Heer J. Nieuwenhuis,Doctor en voormalig Hoogleeraar der wijsbegeerte. Leiden 1846
- Grondbeginselen der Mensch- en Zielkunde,naar de leer van Dr. F.C. Krause, met aanteekeningen. Utrecht 1847, 2. Bde.